# 马口站
马口站位于马来西亚森美兰马口镇，属于KTM城际列车的其中一站。马来亚铁道公司是该车站的主要经营者。

## 主要路线
- 马口至吉隆坡至曼谷
- 马口至新加坡